# Dalmatinska pečenica
Dalmatinska pečenica trajni je suhomesnati proizvod bez kosti koji se proizvodi od oblikovanog dugog leđnog mišića svinja, postupcima soljenja ili salamurenja, hladnog dimljenja, sušenja i zrenja. Vanjska površina proizvoda je svijetlo do tamno smeđe boje s ili bez svijetlo žutih do svijetlo smeđih dijelova prekrivenih masnim tkivom, što je posljedica dimljenja. Blago je slankastog okusa, mek, topljiv i sočan, uz blago izraženu aromu po dimu.
Zemljopisno područje proizvodnje obuhvaća grad Novalju u Ličko-senjskoj županiji, gradove Benkovac, Biograd, Nin, Obrovac, Pag i Zadar te općine Bibinje, Galovac, Jasenice, Kali, Kolan, Kukljica, Lišane Ostrovičke, Novigrad, Pakoštane, Pašman, Polača, Poličnik, Posedarje, Povljana, Preko, Privlaka, Ražanac, Sali, Stankovci, Starigrad, Sukošan, Sveti Filip i Jakov, Škabrnja, Tkon, Vir, Vrsi i Zemunik Donji u Zadarskoj županiji, područje Dubrovačko-neretvanske, Splitsko-dalmatinske i Šibensko-kninske županije. 
Hrvatski je autohtoni proizvod registriran i zaštićen na zajedničkom tržištu EU, gdje je dobio oznaku izvornosti i zemljopisnog podrijetla u veljači 2021. godine.